# آندروکلس و شیر
آندروکلس و شیر (انگلیسی: Androcles and the Lion) فیلمی به کارگردانی نیکلاس ری است که در سال ۱۹۵۲ منتشر شد.

## بازیگران
- جین سیمونز
- ویکتور ماتیور
- آلن یونگ
- السا لنچستر
- جین لاکهارت
- جیم بکوس
- جان هویت
- رجینالد گاردینر
- رابرت نیوتن
- وودی استرود
- هری لاوتر